# Korshavn
Korshavn är en vik i Danmark. Den ligger i Region Syddanmark, i den centrala delen av landet. Viken har anslut till Dalby Bugt.